# 内柴正人
内柴 正人（うちしば まさと、1978年6月17日 - ）は、日本の柔道家、格闘家、柔術家。アテネオリンピック・北京オリンピック柔道男子66kg級金メダリスト。九州看護福祉大学元女子柔道部コーチ、同大学元客員教授、元キルギス柔道連盟総監督。

## 人物
熊本県菊池郡合志町（現・合志市）出身、同県八代市在住。9歳で柔道を始める。そのきっかけは「兄に喧嘩で勝つ為」だった。得意技は巴投。尊敬する選手は柔道家の野村忠宏。身長157cm、体重66kg。血液型はB型。
国士舘高等学校を経て国士舘大学体育学部卒業後、旭化成に入社した。2004年に開催されたアテネオリンピックや、2008年に開催された北京オリンピックでは、それぞれ柔道男子66kg級にて金メダルを獲得した。その後、競技生活も晩年に差し掛かる2009年より、指導者も務めるようになった。旭化成を2010年末に退社後、九州看護福祉大学にて客員教授に就任し、2011年1月から11月29日まで同職を務めた。
中学時代から頭角を現し、パワーとスタミナのある攻めを生かし男子60kg級で活躍。オリンピック金メダリストの野村忠宏を追う存在として期待を集めた。一方で減量に苦しみ、大事な試合で失格を繰り返したため、こだわっていた60kg級でのオリンピック出場を断念。
66kg級に階級を上げて臨んだアテネオリンピックで金メダルを獲得した。全ての試合をそれぞれ違う技で一本勝ちを収めるという珍しい記録を残している。
週刊新潮が報じたところによると、北京五輪直前に酒に酔って俳優・渡瀬恒彦の運転手に暴行、後遺症が残る怪我を負わせたが、金メダル候補ということもあり内密に示談したという。
北京オリンピックでは、柔道日本代表チームの主将に指名され、決勝でバンジャマン・ダルベレに縦四方固めで一本勝ちし、斉藤仁・野村忠宏に次ぐ日本人男子3人目の連覇を達成。同大会の日本人選手の金メダル第1号となった。
現役時代は常に体脂肪率4%以下を維持していた。出演したテレビ番組で野村忠宏が引退するまでは現役でいることを発言していたが、2010年10月、野村より先に現役引退を決意したことが報道された。

### 引退後
現役引退に伴い2010年末で旧所属の旭化成を退社し、2011年1月、現役時代の2010年4月から女子柔道部コーチを務めていた九州看護福祉大学の客員教授に就任した。

### 準強姦事件
2011年11月8日に同大学の女子部員に対するセクハラ疑惑がマスメディアで報じられ、11月29日に同大学は内柴のセクハラ行為に関する調査結果について、未成年女子部員の飲酒を黙認し、その後、セクハラ行為を行ったとし、懲戒解雇処分を発表した。12月6日、準強姦容疑で警視庁に逮捕された。内柴は容疑を否認。12月27日、東京地検は同罪で内柴を起訴。
2013年2月1日に東京地裁（鬼沢友直裁判長）は懲役5年の実刑判決を言い渡し、2014年4月23日に最高裁判所で上告を棄却され、懲役5年の実刑判決が確定した。
準強姦罪で起訴されたことを受け、全日本柔道連盟は2011年12月27日付で内柴の指導者登録を停止処分にしたことを2012年1月10日に発表した。続いて2013年2月5日、刑事裁判で有罪となったことを受け、会員登録永久停止処分（永久追放）とすることを理事会で決めた。
一審裁判中の2012年12月には妻と離婚したと報じられた。
実刑判決が確定後、静岡刑務所に収監され服役。

### 釈放、現在
2017年9月15日に仮釈放された。
総合格闘技「リアルファイトチャンピオンシップ」の主宰者山田重孝のバックアップに依り、仮釈放後に神奈川県座間市の柔術道場「アラバンカ柔術アカデミー」で訓練を重ね、2017年11月26日に神奈川県高座郡寒川町の寒川総合体育館で開催された柔術大会「ジャパンオープン2017」に出場し、柔術家のデビュー戦に至った。今後の活動は、プロ転向せず柔術のアマチュア大会で活動するとしていた。
しかし、「アラバンカ柔術アカデミー」の練習生の知人を通じてキルギス共和国から柔道の指導を依頼され、同国を数度訪問。その指導力を高く評価され、2018年7月にはキルギス共和国の柔道連盟総監督に就任した。これにより、約5年半ぶりに柔道界へ復帰することになった。キルギスに渡る前に元教え子と再婚している。2019年12月に契約終了に伴い総監督を退任。日本に帰国後、2020年1月より熊本県八代市にある温泉銭湯「つる乃湯」に勤務し、現在は一店舗の総責任者（支配人）を務めている。
2020年10月27日、桜庭和志が主宰する「QUINTET」後楽園大会に参加。小見川道大が率いる「TEAM WOLF」の次鋒として出場した。他のメンバーはグラント・ボグダノフ、伊藤盛一郎、森戸新士。2021年7月13日の後楽園大会にも出場している。

## 経歴
1978年
6月17日、熊本県菊池郡合志町（現・合志市）に生まれる
1994年
3月、一の宮町立（現・阿蘇市立）一の宮中学校卒業
4月、国士舘高等学校入学
1997年
3月、国士舘高等学校卒業
4月、国士舘大学体育学部入学
1999年
1月9日、嘉納治五郎杯男子60kg級で優勝
オーストリア国際男子60kg級で優勝
全日本選抜柔道体重別選手権で減量に失敗、計量を前に道端で倒れ出場辞退
2000年
ロシア国際男子60kg級で2位
世界大学選手権男子60kg級で優勝
全日本選抜柔道体重別選手権男子60kg級で3位
2001年
3月、国士舘大学体育学部卒業
4月、旭化成に入社
8月、ユニバーシアード男子60kg級で優勝
11月、講道館杯男子60kg級で優勝
2002年
1月、日本国際男子60kg級で優勝
2月、フランス国際柔道大会男子60kg級で3位
4月、全日本選抜柔道体重別選手権男子60kg級で優勝
6月、ギドシニエ国際男子60kg級で優勝、トレトリ国際男子60kg級で優勝
9月、釜山アジア大会男子60kg級で銅メダル
11月、講道館杯男子60kg級で2位
2003年
ドイツ国際男子60kg級で3位
3月、結婚
4月、全日本選抜柔道体重別選手権で減量に失敗、体重オーバーで失格。引退を考えるも再起をかけ階級を66kg級に上げる。
11月、講道館杯男子66kg級で優勝
2004年
2月、ドイツ国際男子66kg級で優勝
4月4日、全日本選抜柔道体重別選手権男子66kg級で優勝。アテネオリンピック代表候補に決定した。
5月16日、カザフスタンアジア選手権男子66kg級で5位、アテネオリンピック出場枠を獲得。
6月、第1子（長男）誕生
8月15日、アテネオリンピックの男子66kg級で優勝、金メダル獲得
9月、熊本県から県民栄誉賞、合志町から町民栄誉賞、東京都から東京都栄誉賞を授与
2005年
9月、世界柔道選手権で銀メダル獲得
2008年
8月10日、北京オリンピックの男子66kg級で優勝、金メダル獲得、オリンピック2連覇を達成
10月、東京都から都民スポーツ大賞、2度目の東京都栄誉賞を授与
2009年
2月、フランス国際柔道大会男子66kg級で優勝
4月1日、九州看護福祉大学（熊本）の非常勤職員に着任。2010年4月に発足する同大学の女子柔道部のコーチに就任。
4月4日、全日本選抜柔道体重別選手権男子66kg級で優勝
6月、第2子（長女）誕生
8月26日、世界柔道選手権3回戦敗退
2010年
10月、現役引退を表明
2011年
1月12日、九州看護福祉大学の客員教授に就任
11月29日、女子部員に対するセクハラ行為が判明し九州看護福祉大学を懲戒解雇
12月6日、準強姦容疑で警視庁に逮捕　この後、熊本県、県内自治体からの栄誉賞が全て剥奪される（後述）
2013年
2月1日、東京地方裁判所にて懲役5年（求刑懲役5年）の実刑判決。全日本柔道連盟から永久追放処分（講道館の段位・五段を剥奪）。
2014年
4月23日、最高裁判所にて懲役5年の実刑判決が確定。
5月、実刑確定を受けて紫綬褒章が褫奪、東京都から栄誉賞等が剥奪される（後述）。
2017年
9月15日、静岡刑務所から仮釈放。
11月26日、柔術大会「ジャパンオープン2017」（神奈川県高座郡寒川町）に出場、柔術家・格闘家として復帰。
12月14日、懲役5年の刑期満了。
2018年
7月 - キルギス共和国柔道連盟総監督に就任。7年ぶりの柔道界復帰（～2019年12月）。
2020年
1月24日より熊本県八代市の温泉銭湯に勤務、総責任者を務める。

### 栄典・賞詞（のちに剥奪）
2度のオリンピック金メダル獲得で下記の栄典・賞詞を受けた。しかし2011年の逮捕・2014年の実刑確定を受けすべて剥奪されている。
- 2004年
  - 紫綬褒章（1度目）　2014年4月の実刑判決確定により同年5月10日付で褫奪（ちだつ、剥奪の意）[40]。
  - 熊本県民栄誉賞[41]
  - 合志町町民栄誉賞（市町村合併後は合志市市民栄誉賞）
  - 東京都栄誉賞
- 2008年
  - 紫綬褒章（2度目）　2014年5月10日褫奪[40]。
  - 熊本県民栄誉賞特別賞
  - 東京都栄誉賞、都民スポーツ大賞[42]
  - 阿蘇市市民栄誉賞[43]
  - 合志市名誉市民[44][45]

## 戦績

### グラップリング
| 勝敗 | 対戦相手 | 試合結果                | 大会名                         | 開催年月日     |
| ×    | 桜庭大世 | 8分1R5分45秒 膝十字固め | QUINTET.4                      | 2023年9月10日  |
| △    | 小谷直之 | 8分1R終了 時間切れ      | QUINTET FIGHT NIGHT 7 in TOKYO | 2021年7月13日  |
| △    | 平田直樹 | 8分1R終了 時間切れ      | QUINTET FIGHT NIGHT 7 in TOKYO | 2021年7月13日  |
| △    | 世羅智茂 | 8分1R終了 時間切れ      | QUINTET FIGHT NIGHT 5 in TOKYO | 2020年10月27日 |